# Luciano Dias Cardoso de Vargas
Luciano Dias Cardoso de Vargas (Açores, Portugal, 1653 - 1743 Ceará) foi um médico, colonizador e proprietário rural do Brasil Colonial. É mais conhecido por ser o ancestral de várias famílias cearenses da região do Rio Jaguaribe.

## Biografia
Luciano Dias Cardoso de Vargas nasceu nos Açores. Se mudou de Ipojuca em Pernambuco para a Vila de São João das Varges no Ceará, pois estava a procura de um centro populoso para exercer a medicina, área em que era licenciado. A tradição oral informa que foi um bom parteiro,. Luciano também foi sesmeiro, tendo recebido terras no ano de 1716 na região do Vale do Jaguaribe.
Em 25 de junho de 1716, Luciano junto com o Alferes Simão de Brito Guerra e Francisco Gomes Landim solicitaram uma sesmaria no Riacho dos Porcos (conhecido pelos nativos como Amoré), afluente do Rio Figueiredo, perto da várzea do Boqueirão da Cunha (atualmente conhecido como Zona Jaguaribana). As terras requeridas foram descobertas pelos três suplicantes com o auxílio de índios. Os três queriam adquirir a propriedade judicialmente para criar o gado que já possuíam. A sesmaria foi concedida aos três suplicantes em 04 de agosto de 1716 pelo Capitão-Mór do Ceará (que na época era pertencia a Capitania de Pernambuco), Manuel da Fonseca Jaime. O escrivão Manuel Coelho de Lemos informou para o Capitão-Mór Manuel que as terras não pertenciam a ninguém. Luciano foi um dos povoadores da região jaguaribana, e devido a sua prole teve muitos descendentes, e por esse motivo recebeu a alcunha de "Abraão do Jaguaribe". A região em que a sesmaria de Luciano estava situada se tornou o município cearense de Russas, e por tal motivo é considerado um dos primeiros habitantes do local.

## Genealogia

### Filhos
Do matrimônio com Rosa Maria Maciel de Carvalho (1673), procedem:
1. Luciano Dias Cardoso de Vargas Filho.[1]
2. Antônio Pires Cardoso, se casou com Maria de Barros França.[1]
3. Caetana Maria Maciel, casada com o português Antônio Alves de Carvalho.[1][13] Ancestrais de Quitéria Ferreira de Barros, casada com o Major José Gurgel do Amaral Filho.[5][14]
4. Ana Maria Maciel, casada em primeiras núpcias com o português Gaspar Pinto Lopes, e em segundas núpcias com o português Sargento-Mór André Nogueira Ribeiro.[1][13]
5. Rosa Maria Maciel, casada com o português Manuel Pinheiro do Lago Landim.[1][13]
6. Maria Maciel, casada como Semeão de Guerra Passos.[1][13]
7. Joana Paes Maciel, casada com o português João Rodrigues de Aguiar.[1][13]